# Vagón jaula
Un vagón jaula, vagón de ganado o vagón hacienda es un vagón destinado al transporte de ganado en pie.

## Historia
A principios del siglo XIX las administradoras ferroviarias armaban trenes exclusivos para el transporte de ganado, para adaptar la operatoria a las exigencias particulares de ese tráfico. En promedio, cada 300 kilómetros los trenes se detenían en una estación especialmente preparada, y el ganado descendía de los vagones para ser alimentarlo y para darle de beber.
Las condiciones en las que viajaban los animales eran muy malas. El tamaño de los vagones varía según los países y las empresas ferroviarias. Un vagón de 9 metros de largo llevaba de 15 a 20 cabezas de ganado. Los animales viajaban apretados y sin posibilidad de moverse. Si alguno se caía dentro del vagón, en medio del viaje, era muy probable que llegara muerto a destino. Esto generaba pérdidas económicas y complicaciones sanitarias con el resto de los animales.